# Elliniká Naupigeía Skaramanká
L'Hellenic Shipyards, conosciuti anche come cantieri navali greci di Skaramangas (greco: Ελληνικά Ναυπηγεία Σκαραμαγκά; translitterato sono i più grandi e antichi cantieri navali della Grecia.
Già di proprietà sia pubblica che privata, sono ora controllati dalla Abu Dhabi Mar, che detiene il 75,1% del capitale, e dalla tedesca ThyssenKrupp che detiene il 24,9% del capitale. I cantieri si trovano nell'area di Skaramangas nell'ovest dell'Attica, nella baia di Skaramangas.

## Storia
Le sue origini sono legate al Regio Arsenale impiantato nel 1937 per la costruzione di navi militari per la Marina greca. Nonostante gli ingenti investimenti e un ordine di dodici cacciatorpediniere e un certo numero di sommergibili (di cui due cacciatorpediniere erano in fase iniziale di costruzione), lo sviluppo cessò a causa della seconda guerra mondiale, mentre nel 1944 le strutture furono praticamente distrutte dai bombardamenti alleati.
Nel 1952 L'armatore greco Stauros Niarchos acquistò il cantiere in rovina, ricostruendo e ampliando le sue strutture; il cantiere entrò in funzione nel 1957 e da allora nello stabilimento sono state realizzate un gran numero di navi, sia civili che militari.
Le costruzioni militari comprendono motovedette e motocannoniere veloci della Guardia costiera greca, così come fregate, velivoli di attacco rapido, sottomarini, ecc. basati su progetti francesi o tedeschi. Una divisione aziendale è coinvolta in costruzioni di  macchinari, incluse costruzioni specializzate per l'industria greca, strutture e piattaforme per trivellazioni offshore, gru, ecc. e nel 1985 i cantieri sono stati nazionalizzati. Dal 1986 è stata creata una filiale speciale per la produzione in serie di vari tipi di automotrici (diesel ed elettriche) e di vagoni ferroviari (passeggeri e merci), principalmente su progetti tedeschi.
La società è stata acquistata nel 2002 da un gruppo di investitori tedeschi sotto la guida industriale del cantiere tedesco Howaldtswerke-Deutsche Werft (HDW), in seguito entrata a far parte del gruppo ThyssenKrupp Marine Systems. Tuttavia, i problemi del settore hanno portato a un progressivo declino del cantiere navale. Il numero di dipendenti è stato ridotto a 1.300 nel 2009 (da circa 6.200 nel 1975) dopo gravi problemi economici.
Il 1º marzo 2010 è stato raggiunto un accordo per vendere il 75,1% della società ad Abu Dhabi Mar.